# Augusto
Augusto ist ein männlicher Vorname.

## Herkunft und Bedeutung
Augusto ist die spanische und portugiesische Form von August. Siehe dort für Varianten und Etymologie.

## Namensträger

### Vorname
- Augusto H. Álvarez (1914–1995), mexikanischer Architekt
- Augusto dos Anjos (1884–1914), brasilianischer Dichter
- Augusto Boal (1931–2009), brasilianischer Theaterautor und Regisseur
- Augusto Samuel Boyd (1879–1957), Staatspräsident von Panama
- Augusto Brandt (1892–1942), venezolanischer Komponist
- Augusto da Costa (1920–2004), brasilianischer Fußballspieler
- Augusto De Luca (* 1955), italienischer Künstler und Fotograf
- Augusto Farfus (* 1983), brasilianischer Automobilrennfahrer
- Augusto Fernández (Fußballspieler) (* 1986), argentinischer Fußballspieler
- Augusto Fernández (Rennfahrer) (* 1997), spanischer Motorradrennfahrer
- Augusto Gansser (1910–2012), Schweizer Geologe
- Augusto Genina (1892–1957), italienischer Filmregisseur
- Augusto Giacometti (1877–1947), Schweizer Maler
- Augusto Laranja (* 1992), brasilianischer Tennisspieler
- Augusto Leguía y Salcedo (1863–1932), peruanischer Politiker
- Augusto Monterroso (1921–2003), guatemaltekischer Schriftsteller
- Augusto Olivares (1930–1973), chilenischer Journalist
- Augusto Pedrazza (1923–1994), italienischer Comiczeichner
- Augusto Pinochet (1915–2006), chilenischer General und Diktator
- Augusto Ramos Soares (* 1986), osttimoresischer Marathonläufer
- Augusto Rangone (1885–1970), italienischer Fußballtrainer, -schiedsrichter, -funktionär und Journalist
- Augusto Riboty (1816–1892), italienischer Admiral und Marineminister
- Augusto Righi (1850–1920), italienischer Physiker
- Augusto Roa Bastos (1917–2005), einer der größten Romanautoren Paraguays
- Augusto Rosa (1738–1784), italienischer Architekt
- Augusto César Sandino (1895–1934), lateinamerikanischer Guerillaführer
- Augusto Silj (1846–1926), italienischer Kardinal
- Augusto Álvaro da Silva (1876–1968), brasilianischer Erzbischof
- Augusto Vargas Alzamora (1922–2000), Erzbischof von Lima
- Augusto Varnesi (1866–1941), italienischer Bildhauer
- Augusto de Vasconcelos (1867–1951), portugiesischer Arzt und Diplomat

### Zwischenname
- Hermenegildo Augusto de Brito Capello (~1839–1917), portugiesischer Offizier, Afrikaforscher und Gouverneur von Angola
- Afonso Augusto da Costa (1871–1937), portugiesischer Rechtsanwalt, Universitätsprofessor und Politiker
- Marco Augusto Quiroa (1937–2004), guatemaltekischer Maler und Schriftsteller
- Itamar Augusto Cautiero Franco (1930–2011), brasilianischer Präsident

### Familienname
- Bastien Augusto (* 1999), französischer Langstreckenläufer
- Domingos Augusto (* 1970), osttimoresischer Politiker
- Jéssica Augusto (* 1981), portugiesische Langstrecken- und Hindernisläuferin
- Leandro Augusto (* 1977), mexikanischer Fußballspieler
- Loide Augusto (* 2000), angolanischer Fußballspieler
- Manuel Domingos Augusto (* 1957), angolanischer Außenminister und Diplomat
- Marco Augusto (* 1969), deutscher Singer-Songwriter (Italopop)
- Patricia Martínez Augusto (* 1990), spanische Fußballspielerin
- Pedro Augusto (Fußballspieler, 1993) (* 1993), brasilianischer Fußballspieler
- Renato Augusto (Fußballspieler, 1988) (* 1988), brasilianischer Fußballspieler
- Renato Augusto (Fußballspieler, 1992) (* 1992), brasilianischer Fußballspieler
- Rosana dos Santos Augusto (* 1982), brasilianische Fußballspielerin, siehe Rosana (Fußballspielerin)
- Ruan Renato Bonifácio Augusto (* 1994), brasilianischer Fußballspieler